# أكراد فلسطين
أكراد فلسطين (بالكردية: Kurdên Filistînê) هم فلسطينيون من أصل كردي .

## التاريخ

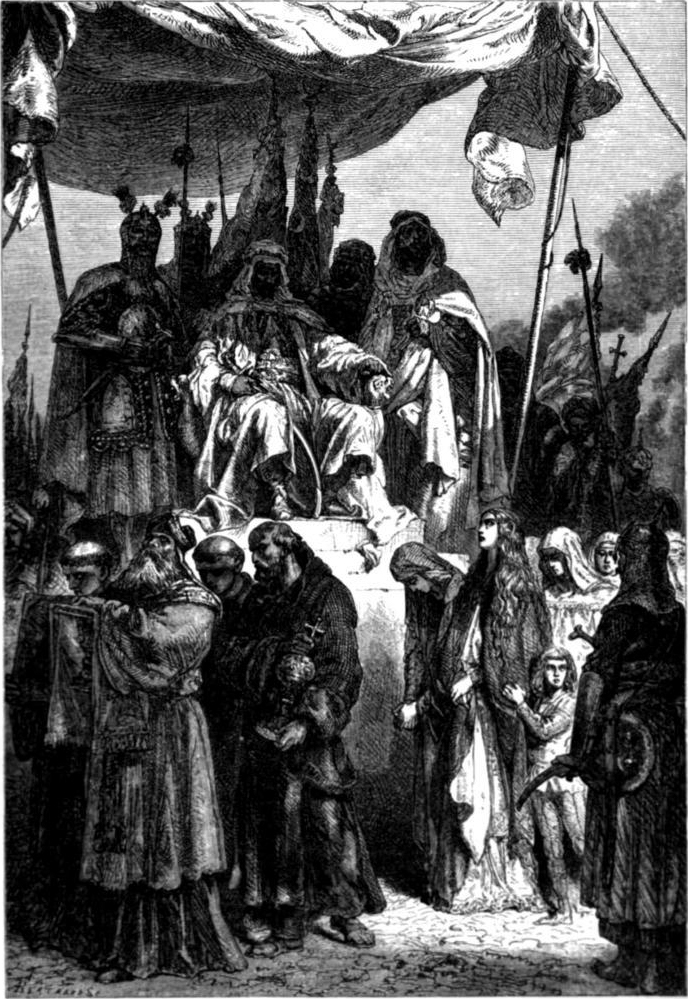
صلاح الدين الأيوبي قائد المسلمين -والذين كانوا يسمون عند الغرب في هذه الفترة ساراكينوس- من أصل كردي، والذي حرر فلسطين في القرن الثاني عشر.

يمكن إرجاع أصول بعض الأكراد الفلسطينيين إلى حقبة فتوحات السلالة الأيوبية الكردية خلال الحروب الصليبية. وطّن الحكام الأيوبيون العديد من القبائل الكردية في فلسطين ومنح أمراء كرد إقطاعات خاصة بهم في مدن فلسطين الرئيسة من أجل تأمين الحدود أمام الغزوات الصليبية. من بين المستوطنات الرئيسية مع التجمعات الكردية في فلسطين مدينة الخليل القدس وشكيم (نابلس).
توافد علماء ورجال دين أكراد إلى فلسطين في العصر المملوكي، ومنهم الشيخ إبراهيم بن الهدمة الكردي الذي نزل قرية سعير الواقعة ما بين القدس والخليل، وأقام بها حتى وفاته سنة 730هـ/1329م. واستمروا خلال فترة الحكم العثماني في التدفق من أجل التجارة والعمل.
هناك أيضًا العديد من العشائر الكردية التي جاءت إلى فلسطين في فترات ما بعد الأيوبيين، وخاصة في ظل العثمانيين. يُعد الأكراد أكبر أقلية عرقية في الضفة الغربية.
نزحت عائلات وعشائر فلسطينية ذات أصل كوردي إلى البلدان العربية المجاورة سوريا ولبنان والأردن بعد الحرب العربية الاسرائيلية في 1948 وحرب 1967.

### القبة القيمرية
توجد اليوم القبة القيمرية في ساحة الحرم القدسي الشريف، نسبة إلى جماعة من المجاهدين الأكراد القادمين من قلعة قيمر الواقعة في الجبال بين الموصل وخلاط.
من المدفونين فيها:
- الأمير حسام الدين أبو الحسن بن أبي الفوارس القيمري (ت 648هـ/1250م)
- الأمير ضياء الدين موسى بن أبي الفارس (ت 648هـ/1250م)
- الأمير حسام الدين خضر القيمري (ت 665هـ/1262م)
- الأمير ناصر الدين أبو الحسن القيمري (ت 665هـ/1266م. )

### الخليل
استعاد المسلم الكردي صلاح الدين الخليل في عام 1187م(1) غير اسم المدينة إلى الخليل. كان الحي الكردي لا يزال موجودًا في المدينة خلال الفترة المبكرة من الحكم العثماني. استعاد ريتشارد قلب الأسد المدينة بعد فترة وجيزة. تمكّن ريتشارد كورنوال، الذي أُحضر من إنجلترا لتسوية الخلاف الخطير بين فرسان الهيكل وفرسان الإسبتارية، الذين أضر تنافسهم بمعاهدة ضمان الاستقرار الإقليمي المنصوص عليها مع السلطان المصري الصالح أيوب من فرض السلام على المنطقة. ولكن بعد فترة وجيزة من رحيله، اندلعت الخلافات، وفي عام 1241 شن فرسان الهيكل غارة مدمرة على ما كان، الآن، الخليل المسلم، في انتهاك للاتفاقيات.
يدعي البعض أن ما يصل إلى ثلث سكان الخليل هم من أصل كردي، حيث كان لهم أحياء خاصة بهم، مثل حارة الأكراد (بالإنجليزية: Quarter of Kurds).

### غزة
صارت العائلات الكردية في غزة اليوم جزءا من النسيج الاجتماعي الفلسطيني، وهي محفتظة بعاداتها وتقاليدها وخصوصياتها الاجتماعية بشكل كامل، وتتحدث اللغتين الكردية والعربية.

### الجليل
ظهر وجود الأكراد بمنطقة الحولة منذ ثلاثينيات القرن التاسع عشر، في عام 1849 بلغ عددهم حسب تقديرات إرسالية تبشيرية زارت المنطقة نحو 1 000 نسمة . وأشار إليهم الرحالة الأمريكي "روبنسون " في عام 1852م، وفي عام 1876م حددت خريطة "ستانفورد" منطقة أرض الخيط مكانًا لانتشارهم بالمنطقة. ومنهم أهالي قريتي كراد البقارة وكراد الغنامة، حيث بلغ عدد سكان القريتي عام 1945م نحو 710 نسمة منهم نحو 360 نسمة من كراد البقارة ونحو 350 شخص من كرادالغنامة ،وقد طردوا بعد قرار وقف إطلاق النار إلى قرية شعب قضاء عكا، وأُعيدوا إليها بعد تدخل الصليب الأحمر ومراقبي الهدنة، ثم طردتهم إسرائيل سنة 1956 خلال العدوان الثلاثي إلى الجولان

## ملحوظون
- غسان كنفاني (عكا 9 أبريل 1936 - بيروت 8 يوليو 1972) – روائي وقاص وصحفي فلسطيني[16]

## الهوامش
- 1 : يدعي موشيه جيل أنه مرة أخرى بمساعدة يهودية وفقًا لأحد التقاليد المتأخرة، مقابل خطاب أمني يسمح لهم بالعودة إلى المدينة وبناء كنيس يهودي هناك.[17]

## روابط خارجية
- "الأكراد في فلسطين". وكالة الأنباء والمعلومات الفلسطينية وفا. مؤرشف من الأصل في 2023-04-17. اطلع عليه بتاريخ 2023-05-19.
- "الكرد في فلسطين". منتدى روج ماف. مؤرشف من الأصل في 2022-12-07. اطلع عليه بتاريخ 2023-05-19.
- "ديوان الاكراد في الخليل". شبكة راية الإعلامية. مؤرشف من الأصل في 2022-08-07. اطلع عليه بتاريخ 2023-05-19.
- Media، Yekîtî (18 ديسمبر 2014). "الأكراد في فلسطين". يكيتي ميديا. مؤرشف من الأصل في 2023-03-07. اطلع عليه بتاريخ 2023-05-19.
- "Kurds of Palestine hoping to connect with home". www.rudaw.net. 6 يناير 2016. مؤرشف من الأصل في 2022-08-09. اطلع عليه بتاريخ 2023-05-19.</ref>